# Xã Ferguson, Quận Clearfield, Pennsylvania
Xã Ferguson (tiếng Anh: Ferguson Township) là một xã thuộc quận Clearfield, tiểu bang Pennsylvania, Hoa Kỳ. Năm 2010, dân số của xã này là 444 người.

## Địa lý [ sửa nguồn ]
Theo Cục điều tra dân số Hoa Kỳ , thị trấn có diện tích tổng cộng 23,8 dặm vuông (62 km 2 ), trong đó, 61 km 2 là đất và 0,52 km 2 (0,67%) là nước.

## Cộng đồng [ sửa nguồn ]
- Gazzam
- Lumber City
- Marron

## Nhân khẩu học [ sửa nguồn ]
| Dân số lịch sử                      | Dân số lịch sử | Dân số lịch sử |
| Điều tra dân số                     | Dân số         | % ±            |
| ----------------------------------- | -------------- | -------------- |
| 2000                                | 410            | -              |
| 2010                                | 444            | 8,3%           |
| Ước tính 2018                       | 522            | 17,6%          |
| Điều tra dân số hàng năm của Hoa Kỳ |                |                |

Theo điều tra dân số  năm 2000, có 410 nhân khẩu, 158 hộ gia đình và 114 gia đình sống trong thị trấn. Các mật độ dân số là 17,4 người trên mỗi dặm vuông (6,7 / km²). Có 200 đơn vị nhà ở với mật độ trung bình 3,3 / km². Thành phần chủng tộc của thị trấn là 99,27% Da trắng , 0,24% châu Á , 0,24% cư dân Đảo Thái Bình Dương , 0,24% là các chủng tộc khác .
Có 158 hộ, trong đó 29,7% có trẻ em dưới 18 tuổi sống cùng, 62,0% là các cặp vợ chồng sống chung, 6,3% có chủ hộ là nữ không có chồng và 27,8% là những người không có gia đình. 24,7% của tất cả các hộ gia đình đã được tạo thành từ các cá nhân, và 11,4% có người sống một mình 65 tuổi trở lên có người sống một mình. Quy mô hộ trung bình là 2,59 và quy mô gia đình trung bình là 3,10.
Trong thị trấn, dân số được trải đều, với 24,9% dưới 18 tuổi, 8,0% từ 18 đến 24, 28,3% từ 25 đến 44, 22,0% từ 45 đến 64 và 16,8% từ 65 tuổi trở lên. . Tuổi trung bình là 37 tuổi. Cứ 100 nữ thì có 105,0 nam. Cứ 100 nữ 18 tuổi trở lên, đã có 106,7 nam giới.
Thu nhập trung bình cho một hộ gia đình trong thị trấn là $ 30,250, và thu nhập trung bình cho một gia đình là $ 36,625. Nam giới có thu nhập trung bình là 27.841 đô la so với 16.111 đô la đối với nữ giới. Các thu nhập bình quân đầu người cho các thị trấn là $ 14.337. Khoảng 9,9% gia đình và 11,2% dân số ở dưới mức nghèo khổ , bao gồm 3,1% những người dưới 18 tuổi và 19,0% những người từ 65 tuổi trở lên.

## Học khu
- trường Curwensville